# Hypericum repens
Hypericum repens är en johannesörtsväxtart som beskrevs av Carl von Linné. Hypericum repens ingår i släktet johannesörter, och familjen johannesörtsväxter. Inga underarter finns listade i Catalogue of Life.